# Малышев, Алексей Петрович

Бюст А. П. Малышева в Лазаревском

Алексей Петрович Малышев (1926—1998) — полковник Советской Армии, участник Великой Отечественной войны, Герой Советского Союза (1945).

## Биография
Родился 8 октября 1926 года в деревне Паново (ныне — Лаишевский район Татарстана).
После окончания пяти классов школы работал токарем в Казани. В ноябре 1943 года Малышев был призван на службу в Рабоче-крестьянскую Красную Армию. С февраля 1944 года — на фронтах Великой Отечественной войны.
К февралю 1945 года сержант Алексей Малышев командовал отделением 696-го стрелкового полка 383-й стрелковой дивизии 33-й армии 1-го Белорусского фронта. Отличился во время форсирования Одера. 5 февраля 1945 года Малышев переправился через Одер в районе города Фюрстенберг (ныне — в черте Айзенхюттенштадта) и принял активное участие в боях за захват и удержание плацдарма на его западном берегу. Во время переправы спас жизнь командиру роты. В боях на плацдарме Малышев участвовал в отражении трёх немецких контратак, проникнув в немецкий тыл, подорвал дзот.
Указом Президиума Верховного Совета СССР от 24 марта 1945 года сержант Алексей Малышев был удостоен высокого звания Героя Советского Союза с вручением ордена Ленина и медали «Золотая Звезда».
После окончания войны Малышев продолжил службу в Советской Армии. Окончил Пермское пехотное училище. Долгое время был Лазаревским районным военным комиссаром города Сочи. В октябре 1985 года в звании полковника он был уволен в запас. Умер 24 ноября 1998 года, похоронен в Сочи.
Был также награждён орденом Отечественной войны 1-й степени и рядом медалей.
В честь Малышева названы школа и спортивный клуб на его родине.
9 мая 2014 года в посёлке Лазаревское, на территории нового детского спортивного центра по улице Малышева, открыт памятник Герою Советского Союза Алексею Петровичу Малышеву.